# شهدخوار

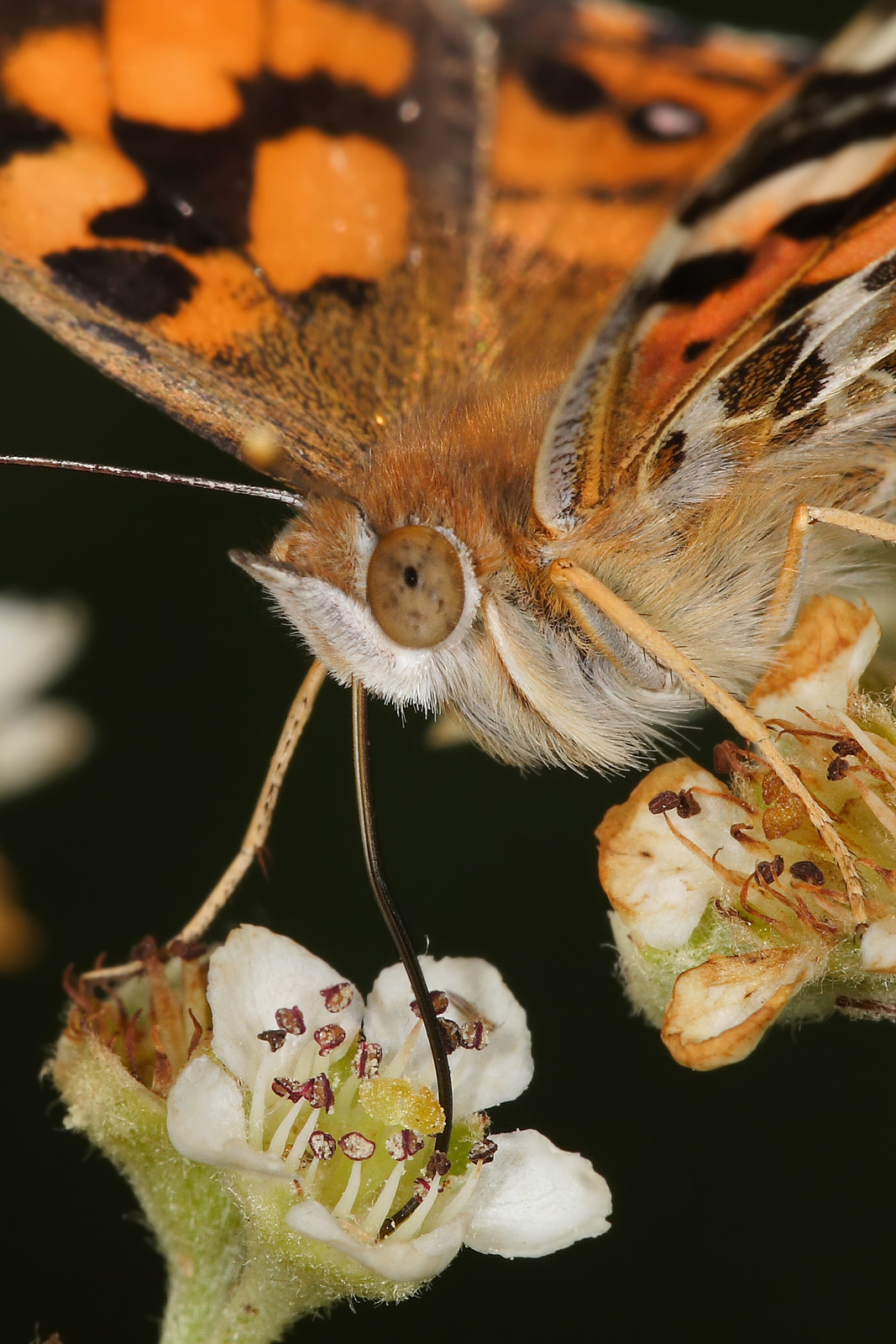
یک بانوی رنگین استرالیایی (Vanessa kershawi) که با خرطوم بلند خود از شهد تغذیه می‌کند.

در جانورشناسی، شهدخوار (به انگلیسی: Nectarivore)، جانوری است که انرژی و مواد مغذی مورد نیاز خود را از رژیم غذایی آن به‌طور عمده یا انحصاری از شهد غنی از قند تولیدشده توسط گیاهان گلدار تأمین می‌کند.

## نگارخانه

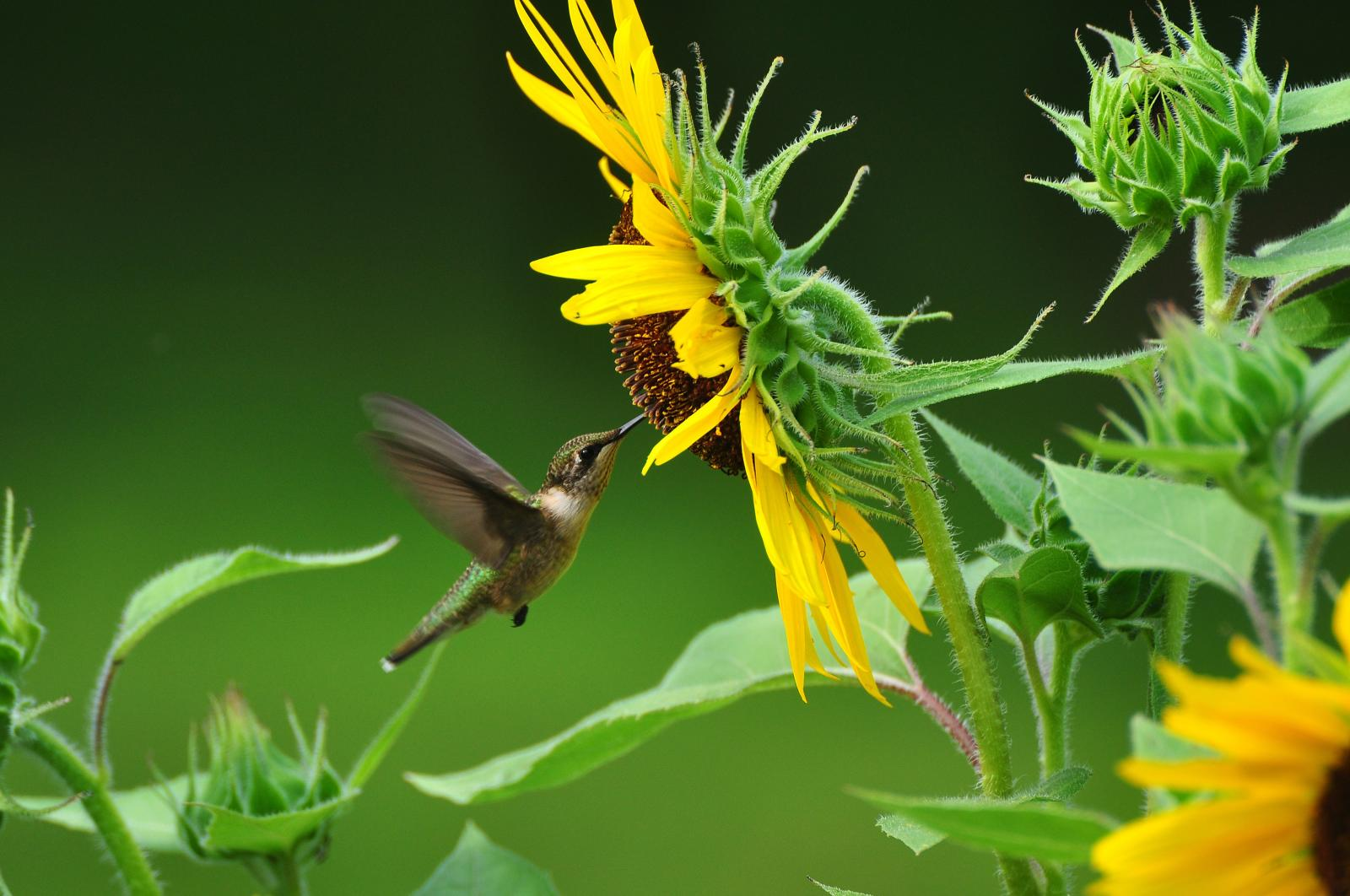
یک مرغ مگس گردن‌یاقوتی ماده (Archilochus colubris) از شهد یک گل آفتابگردان (Helianthus annuus) تغذیه می‌کند.
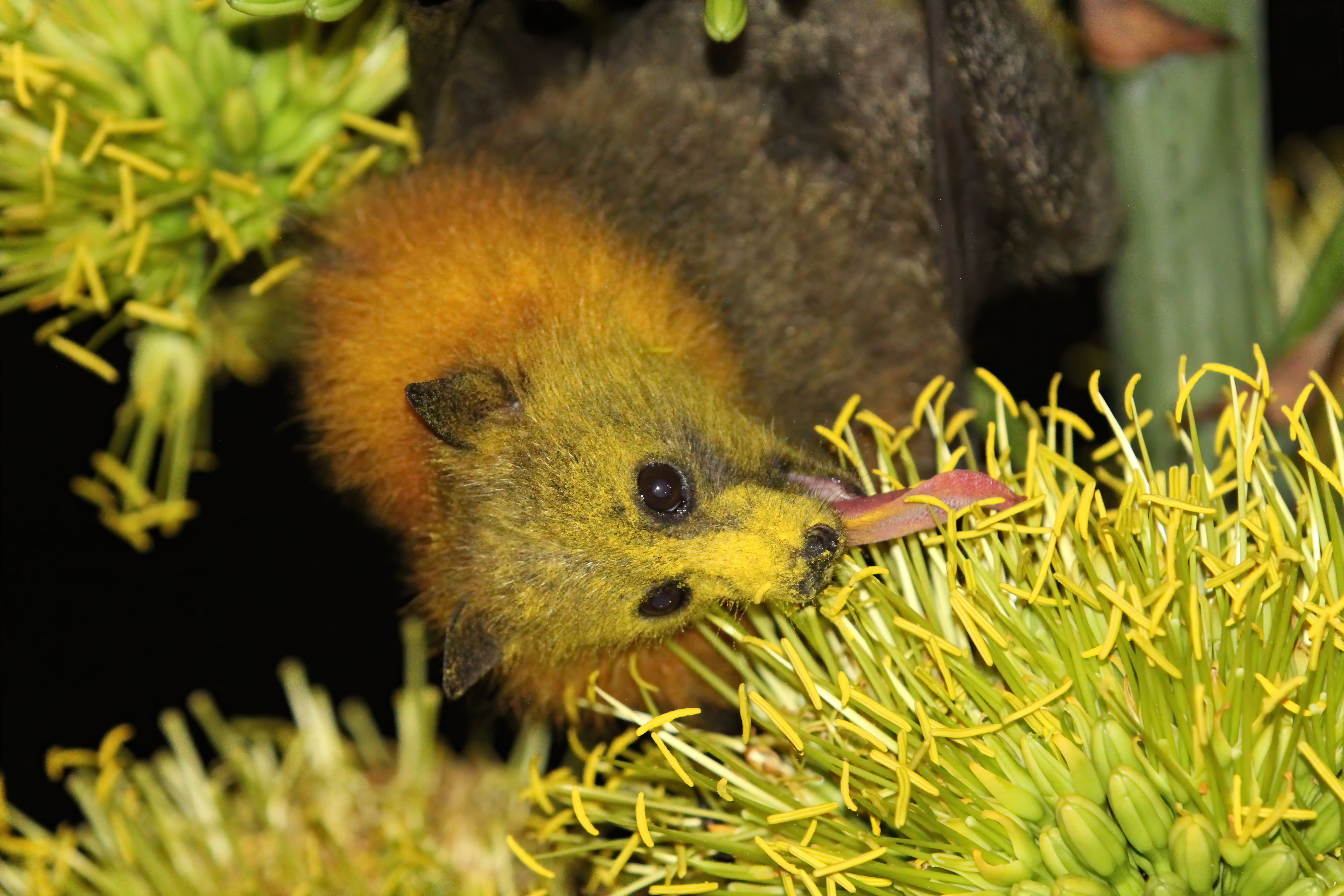
روباه پرنده سرخاکستری (Pteropus poliocephalus) از شهد تغذیه می‌کند و چهره‌اش با گرده زرد پوشیده شده‌است.
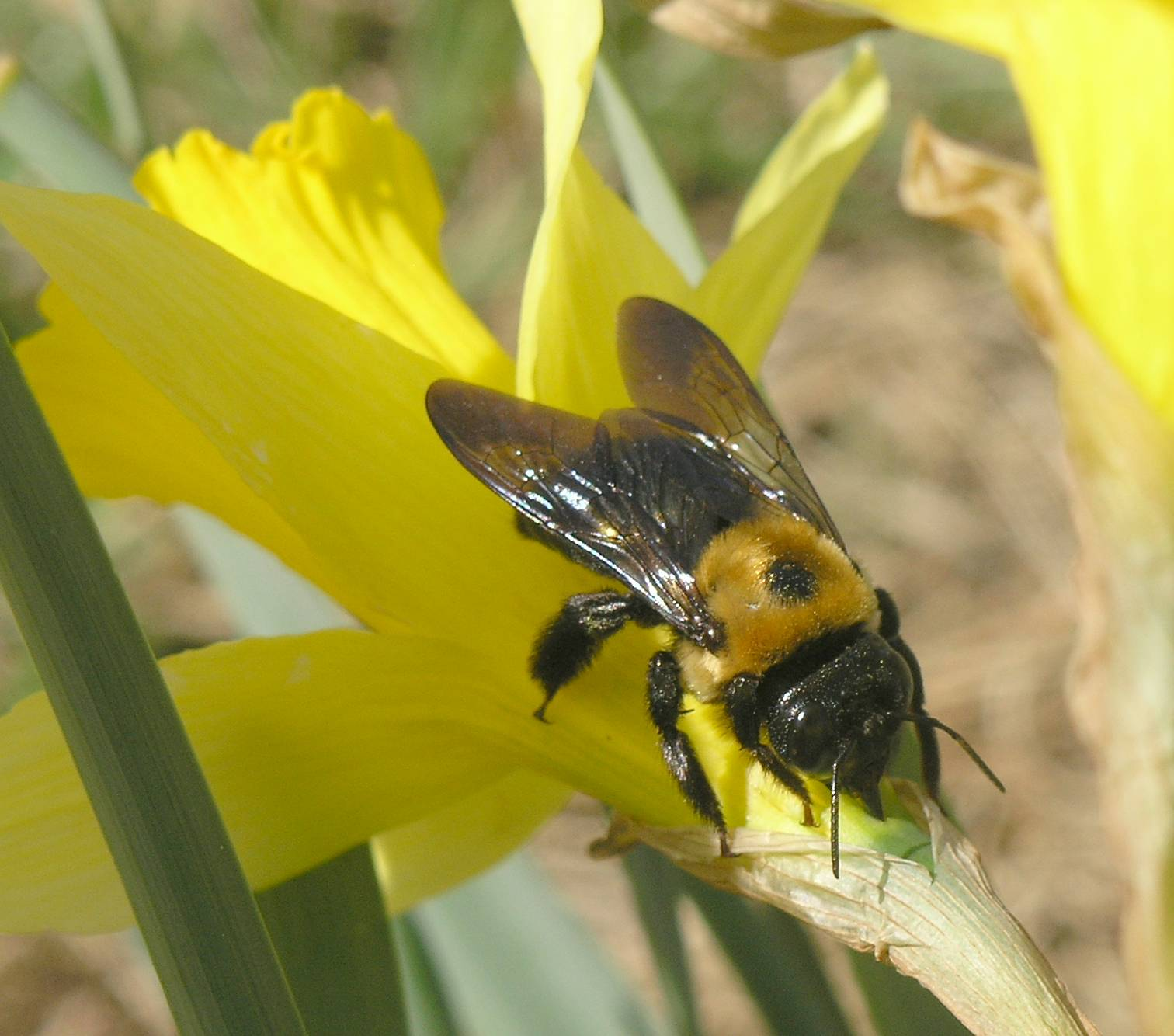
یک زنبور درودگررشرقی (Xylocopa virginica) تاج را سوراخ می‌کند تا از نرگس (Narcissus sp.) تغذیه کند
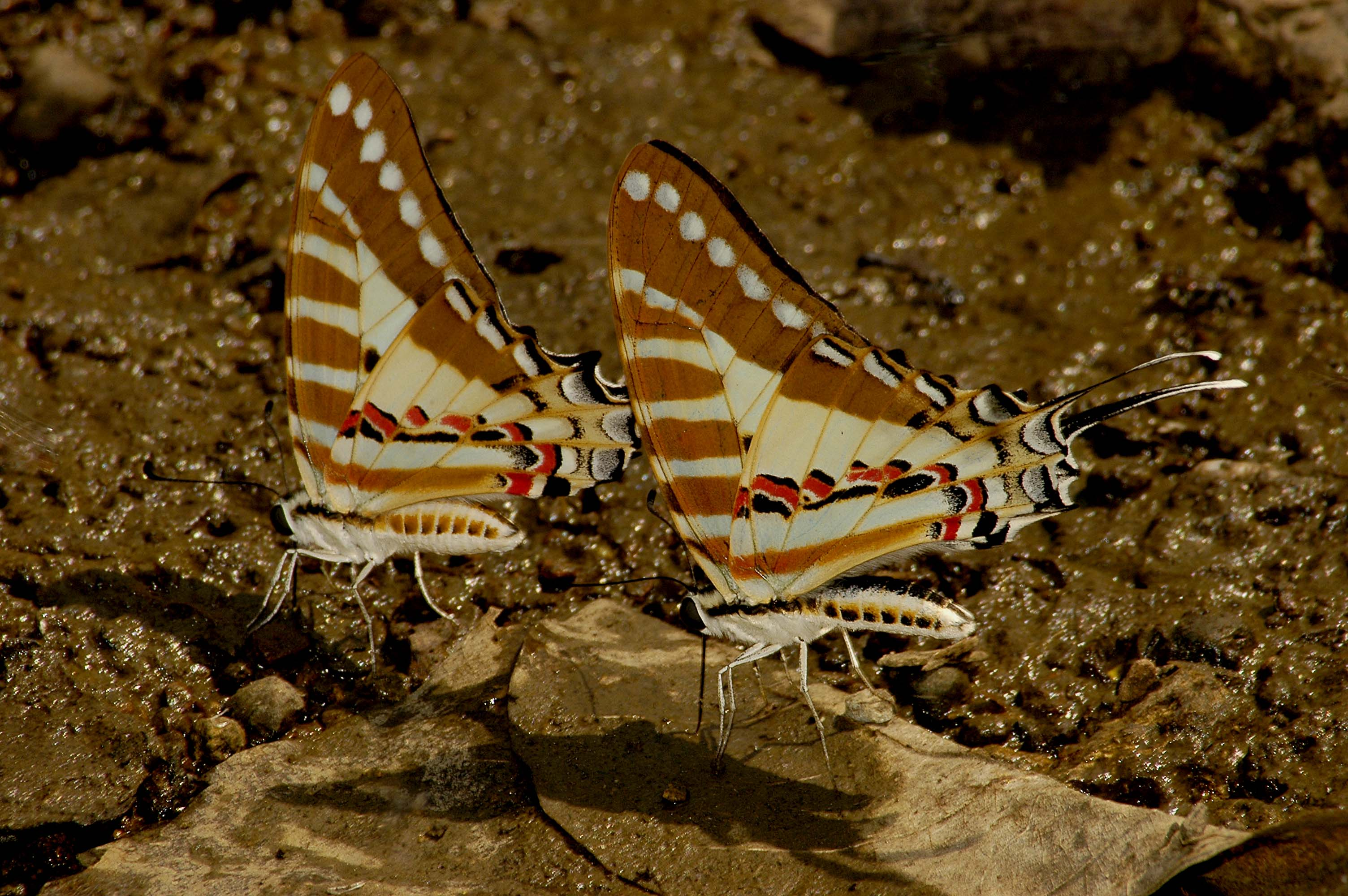
دو پروانه دم‌شمشیری (Graphium nomius) در گل و لای برای تهیه مواد معدنی